# エマニュエル・ドゥ・マルトンヌ

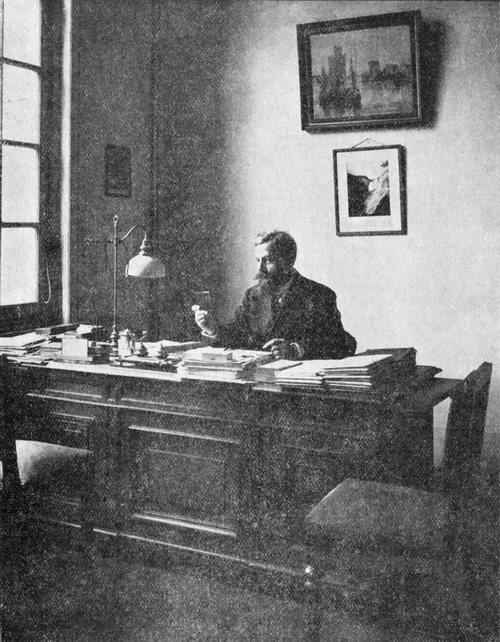
エマニュエル・ドゥ・マルトンヌ

エマニュエル・ドゥ・マルトンヌ（Emmanuel de Martonne、1873年4月1日-1955年7月25日）は、フランスの地理学者。気候学を中心とした自然地理学が専門で、特に彼の乾燥指数はよく知られている。他、自然地理学の体系化に大きな功績を残す。またフランス近代地理学の祖・ヴィダル・ド・ラ・ブラーシュの娘婿でもあり、 ヴィダル・ド・ラ・ブラーシュ亡き後のフランス地理学界のリーダーであった。

## 生涯
ブルゴーニュ地方・シャブリの名門生まれ。1892年に高等師範学校に入学。同校でブラーシュの指導を受ける。1895年教授資格を取得、1905年に文学博士号を取得。1898年からパリ大学の講師、1899年にレンヌ大学教授、1905年にリヨン大学教授、1909年にヴィダル・ド・ラ・ブラーシュも教鞭をとっているパリ大学の教授に。1918年にヴィダル・ド・ラ・ブラーシュが亡くなると、長く同大学の地理学教室の主宰になった。1944年に定年退官。
またパリ地理学会会長など、フランスの地理学の団体の会長職に軒並み就任。フランス科学アカデミー会員にもなった。1938年から1949年まで国際地理学連合の会長を務める。1955年に死去するまで、フランスの地理学界に大きな力を持っていた。
業績は、気候学や地形学など多岐に及ぶ。イギリスの海岸地形の研究、アルプスの氷河、乾燥気候の研究など自然地理学の発展と体系化に大きな功績を残した。特にマルトンヌの年降水量から乾燥度合いを数値化し、気候の把握を試みた乾燥指数はよく知られている（このような方法は、他に幾人もの気候学者が試みている）。
人文地理学にも貢献し、師のヴィダル・ド・ラ・ブラーシュの遺稿をまとめた『人文地理学原理』(Principes de géographie humaine) は、人文地理学を学ぶ者以外にも広く読まれた名著である。また、ヴィダル・ド・ラ・ブラーシュの掲げた世界的な地誌の編纂 Géographie universelle（世界地誌）にも尽力し、このシリーズは1947年に完成した。また、彼の地理学史に関する著『地理学の歴史』は、地理学史を学ぶ上で、欠かせない書になっている。